# Austrodrillia hinomotoensis
Austrodrillia hinomotoensis é uma espécie de gastrópode do gênero Austrodrillia, pertencente a família Horaiclavidae.